# Robert Eschricht

Robert Eschricht (2024)

Robert Alexander Eschricht (* 1985 in Hamburg) ist ein deutscher Politiker (AfD). Seit 2023 ist er Mitglied des Abgeordnetenhauses von Berlin.

## Leben
Nach dem Abitur studierte Eschricht Wirtschaftswissenschaften in Berlin, Paris und Seoul. Er schloss das Studium am École Supérieure de Commerce de Paris (ESCP) mit einem deutsch-französischen Doppelabschluss (M.Sc./MGE) ab. Vor seinem Einzug ins Abgeordnetenhaus war er als Unternehmensberater sowie als Referent für parlamentarische Arbeit im Bundestag tätig.

## Politik
Seit dem Herbst 2019 ist Eschricht Vorsitzender des AfD-Bezirksverbands Berlin-Neukölln.
Er kandidierte bei der Wahl zum Abgeordnetenhaus von Berlin 2021 und der Wiederholungswahl 2023 im Wahlkreis Neukölln 4 und zog über die Landesliste ins Abgeordnetenhaus ein. Eschricht ist Mitglied im Ausschuss für Kultur, Engagement und Demokratieförderung sowie kulturpolitischer Sprecher der AfD-Fraktion im Abgeordnetenhaus.
Eschricht ist Fördermitglied im Verein „Mit Migrationshintergrund für Deutschland“ (MfD) sowie in der Bundesvereinigung der „Juden in der AfD“ (JAfD).
Bei der Bundestagswahl 2025 war Eschricht der Direktkandidat der AfD im Bundestagswahlkreis Berlin-Neukölln.